# Cisteller gorjanegre
El cisteller gorjanegre (Asthenes harterti) és una espècie d'ocell de la família dels furnàrids (Furnariidae). Ha estat ubicat al gènere Schizoeaca.

## Hàbitat i distribució
Habita sotabosc dens, arbusts i praderies humides dels Andes del nord i centre de Bolívia.